# Dyspessa wagneri
Dyspessa wagneri is een vlinder uit de familie houtboorders (Cossidae). De wetenschappelijke naam is voor het eerst geldig gepubliceerd in 1939 door Schwingenschuss.
De soort komt voor in Europa.